# Anna Pietrina Murrighile
Anna Pietrina Murrighile, plus souvent Pietrina Murrighile, (née le 31 juillet 1955 à Olbia) est une femme politique italienne, ancienne présidente de la province d'Olbia-Tempio, du 23 mai 2005 à mai 2010. Lors des élections provinciales de mai 2010, elle n'obtient que 2 554 voix (3,55 %) à la tête d'une liste « Alleanza per l'Italia » (Alliance pour l'Italie).

## Biographie
Anna Pietrina Murrighile a été élue avec le soutien du centre-gauche (et notamment des Démocrates de gauche et de La Margherita) mais elle est elle-même membre de Progetto Sardegna, le mouvement politique de Renato Soru, l'ancien président de la région Sardaigne. Auparavant, elle était conseillère municipale d'opposition à Olbia, le chef-lieu de la province.